# Jammers Minde

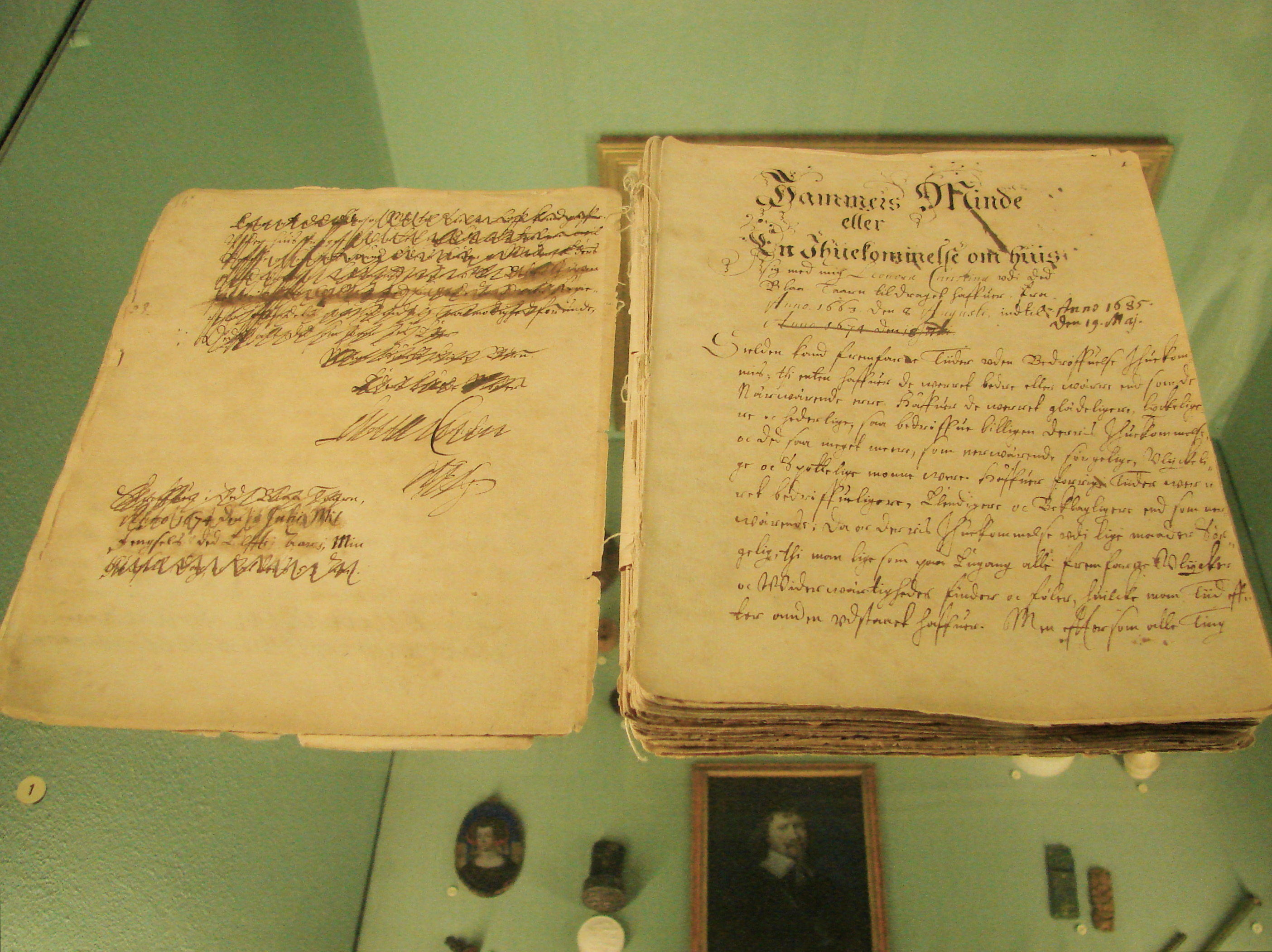
Manuskriptet till Jammers Minde från 1680-talet

Jammers Minde (på svenska ungefär Minnen från Jämmerdalen) är en självbiografi som färdigställdes under 1680-talet av den danska kungadottern Leonora Christina, Verket publicerade 1869 och ingår i Danmarks kulturkanon. Den beskriver Leonora Christinas liv som statsfånge i Köpenhamn, delvis fiktionaliserat. 

## Bakgrund

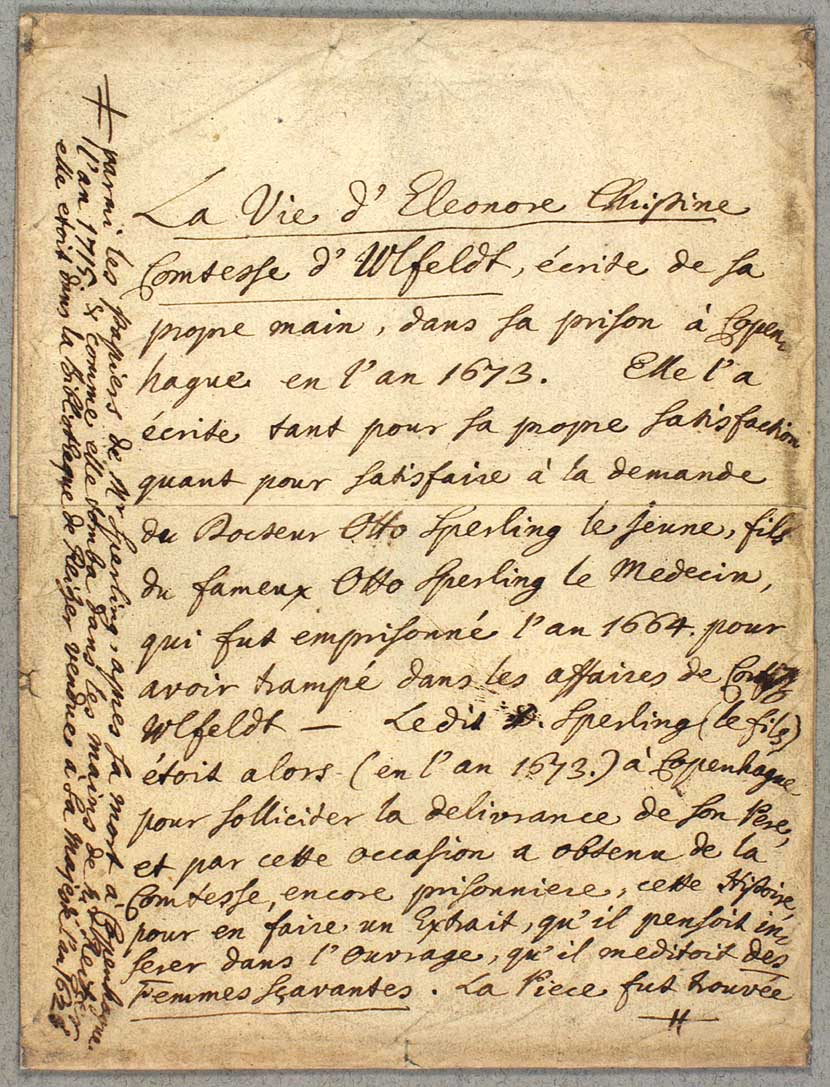
Första sidan av Leonora Christinas (första) självbiografi, skriven på franska 1683

Leonora Christina, som då bodde i Nederländerna, reste 1663 till London för att driva in en skuld av Karl II till sin man Corfitz Ulfeldt. Den danske kungen Fredrik III begärde henne utlämnad som Corfitz Ulfeldts medskyldiga för högförräderi, varefter hon vid återresan arresterades i Dover och sändes till Köpenhamn. Hon satt mot sitt nekande och utan rättegång fängslad i Blåtårn på Köpenhamns slott under 22 år 1663-85. Efter Kristian V:s tronbestigelse 1670 blev behandlingen av Leonora Christina mildare, och hon fick tillgång till litteratur, skrivdon och skrivpapper. År 1673 avslutade hon en kortare självbiografi på franska och tog sig an att skriva sina memoarer på danska.

## Verket
Jammers Minde skrevs av Leonora Christina huvudsakligen 1663–85 i Blåtårn, men slutfördes efteråt, efter det att Leonora Christina hade släppts, i hennes änkesäte i Maribo. Boken skildrar hennes fängelseperiod. Det är oklart om manuskriptet var avsett att publiceras, och i så fall när.
I företalet anger hon att manuskriptet är riktat till hennes barn. I första delen ges en detaljerad berättelse om de första tre veckornas tillvänjning till fängelselivet och denna periods prövningar. Leonora Christina identifierar sig med Bibelns Job, som hade att utstå sju prövningar. I den andra delen skildras åren 1663-74 och den tredje delen övrig tid fram till frisläppandet 1685. Framställningen är präglad av jordnära realism.
Jammers Minde anses vara Danmarks viktigaste litterära prosaverk från 1600-talet. Den skrevs i ett politiskt och taktiskt syfte. Den var radikal för sin tid i sitt berättande av personliga bekännelse och kriser. Boken innehåller många explicita detaljer om lukter, ljud och synbilder, ofta beskrivna med avsmak, men ibland överlagrad med grotesk humor. 
Leonora Christina alluderar ofta till bibliska berättelser och figurer. Hennes fiende, drottning Sofia Amalia porträtteras till exempel som kung Herodes Antipas styvdotter Salome, som begärde Johannes Döparens huvud på ett fat. Jammers Minde är huvudsakligen skriven på danska, men återger också dialoger på lågtyska, högtyska och franska på originalspråk.
| ”                                   | Dersom man min Jammer veje kunde og mine Lidelser tillsammen i en Vægt Skaal lægge, da skulde de være tungere end Saand i Havet. | „ |
| – Leonora Christina i Jammers Minde | |   |

## Publicering
Sonen Leo Ulfeldt, som emigrerat till Österrike, tog efter moderns död i Maribo med sig bland annat manuskriptet till Jammers Minde tillbaka till Österrike. Där gick det i arv i rakt nedstigande led i släkten, där det så småningom försvann ur medvetande i släkten Waldsteins bibliotek. Det upptäcktes av Leonora Christinas ättling greve Johann von Waldstein, vilken 1868 lät det undergå expertgranskning i Danmark, varvid dess historisk och litterära värde upptäcktes.
Den första upplagan på danska utkom 1869 under redaktion av Sophus Birket-Smith, som var bibliotekarie vid Universitetsbiblioteket i Köpenhamn. Den publicerades på tyska 1871 och på engelska 1872.
Manuskriptet köptes sedermera av den danska staten under Otto Andrups tid vid Det Nationalhistoriske Museum på Frederiksborgs slott.

## Upptagande i den danska kulturkanon
Jammers Minde ingår i Danmarks kulturkanon.
| ”                               | Når denne temperamensfuldt sansede og gennemlevende bog vokser til et litterært hovedverk, beror det ikke mindst på, at forfatterinden overkom at indfatte det hele i en yderst kunstfærdig og fornem sprogdrakt, der kaster glans og elegance over selv de mest lurvede detaljer. | „ |
| – Ur kanonudvalgets begrundelse | |   |

Manuskriptet köptes 1920 av den danska staten och förvaras nu på Det Nationalhistoriske Museum på Frederiksborgs slott i Hilleröd.